# Клани Шотландії

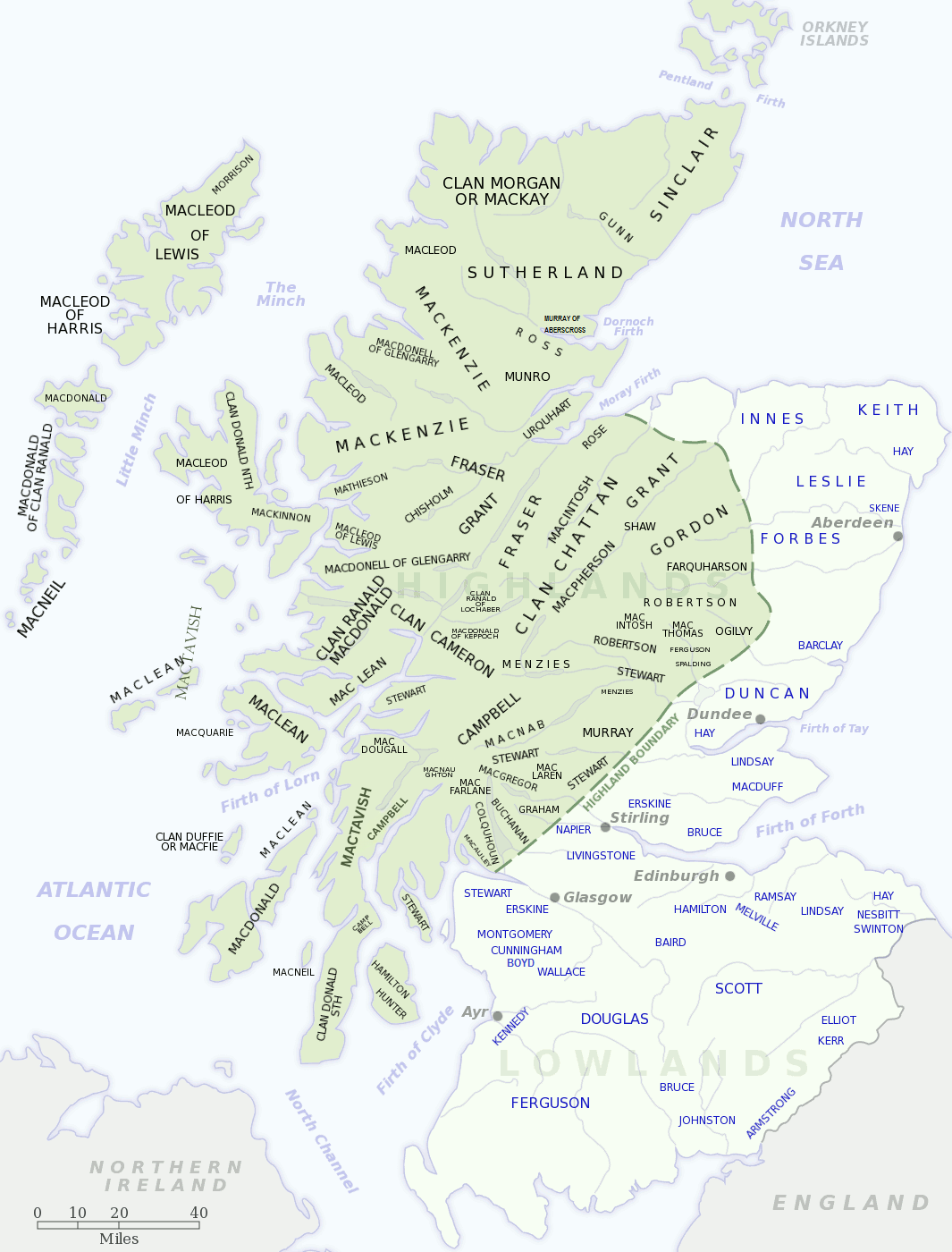
Карта земель якими історично володіли різні клани Шотландії.

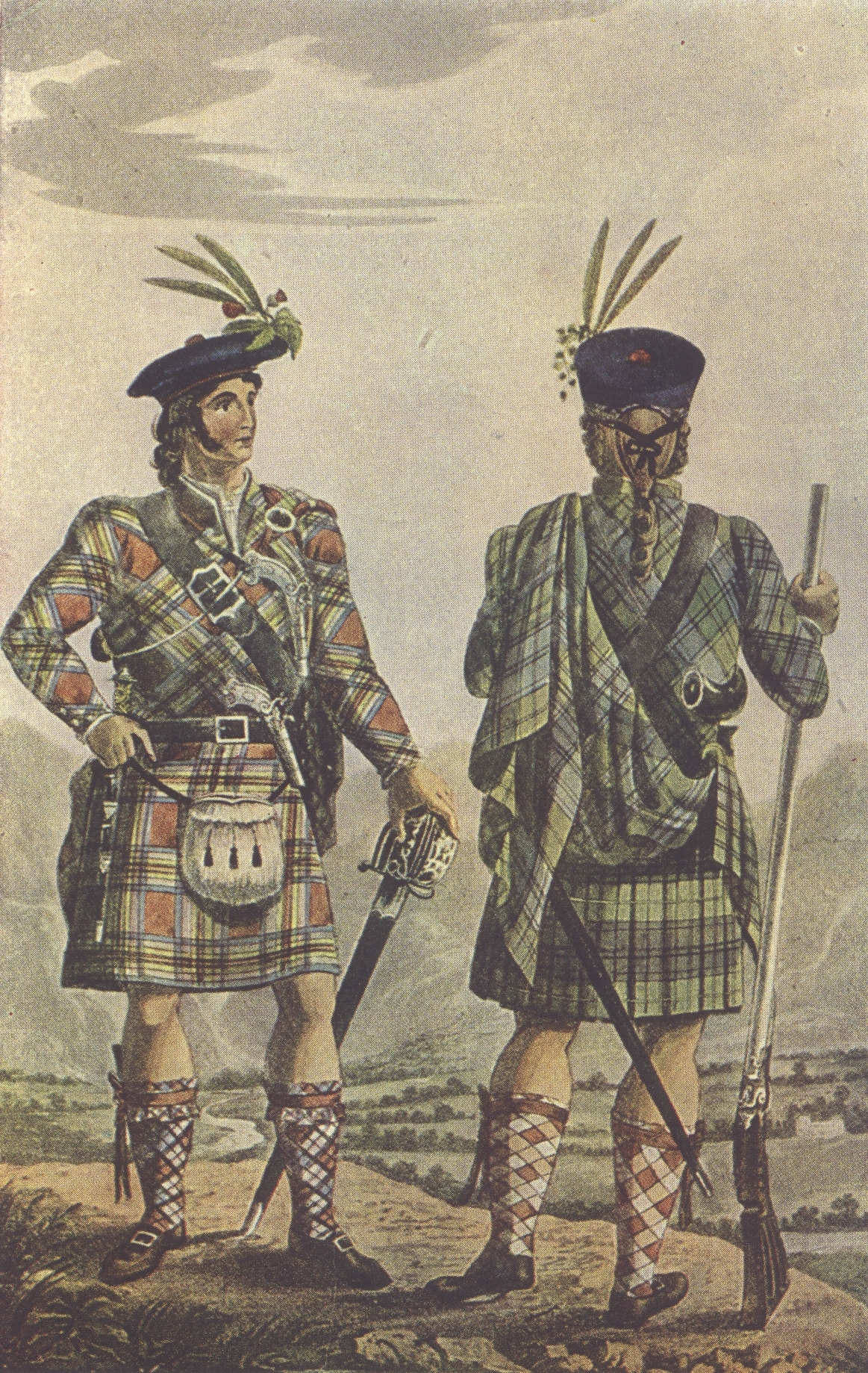
Вождь шотландського клану у традиційному одязі. Малюнок 1831 року.

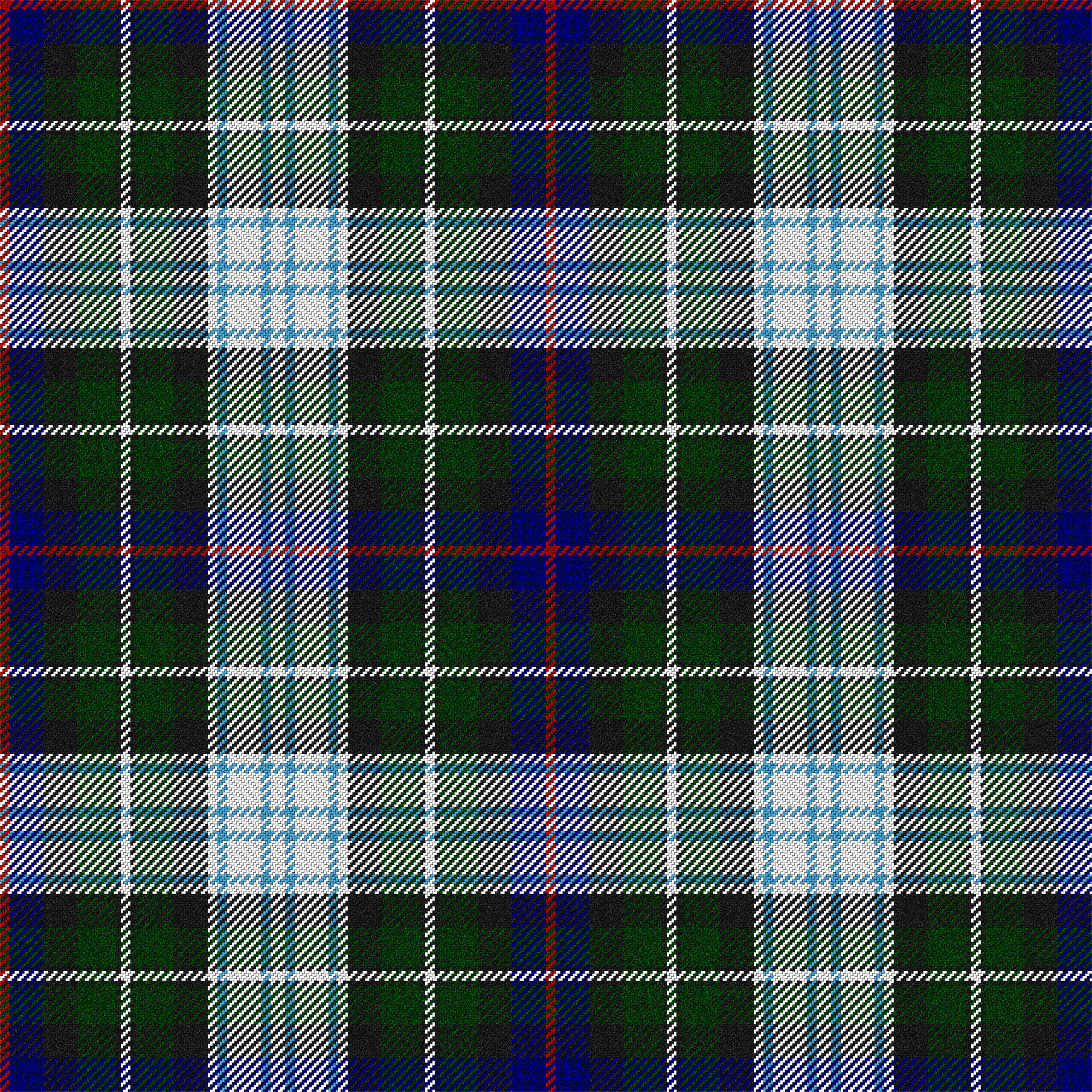
Зразок тартану - тартан клану Макензі.

Зразок нашоломника клану - нашоломник клану МакГрегор.

Зразок герба вождя клану - герб вождя клану Раттрей.

Клани Шотландії — родові громади із внутрішнім патріархальним устроєм, що мають спільного пращура (реального або міфічного). Відзнакою приналежності до того чи іншого клану у шотландців є кілт із характерним для кожного клану візерунком (так званим тартаном). Слово клан ірландського походження (ірл. clann) — перекладається як «нащадки, діти». 
Історично кожен клан був родом — групою людей, що вели свій родовід до спільного предка. Кожен клан об'єднувався вождем, якого називали «королем» — рі (ірл. ri). Пізніше вождя клану стали називати термінами "тан" або "тойших". Система кланів в Шотландії була аналогічна і близька до кланової системи в Ірландії. Специфічність феодального ладу в Шотландії та Ірландії пояснюється патріархальною клановою системою, що перейшла від родового ладу до феодального. Кланову систему племена скоттів, що заселили у V столітті Шотландію витіснивши, а потім і повністю знищивши корінне населення Шотландії (тодішньої Каледонії або Альби в ірландських джерелах). Про структуру суспільства піктів — корінного населення Шотландії — невідомо нічого, крім того, що у них були дуже сильні пережитки матріархату. В Ірландії народ ділився на туата (туаха) — племена, що в свою чергу ділилися на клани. Скотти, розселяючись по Шотландії, утворювали нові клани, що вели свій родовід від туата Дал Ріада. У кланах панували звичаї кровної помсти та складна система звичаєвого права. Владу короля держави клани визнавали формально — були по суті незалежними і нікому не підпорядкованими. Земля була власністю клану, конкретним користувачам давалась у тимчасове користування і перерозподілялася. Клани ворогували між собою і вели нескінченні війні за територію, за худобу, за ієрархію влади вождів та королів. Історично в назвах кланах були склади «мак» та «о» — «Мак» означало «син» — сини такого то предка, «о» або «ва» (гельск. — ua) означало «онук» — онуки такого то предка. Люди з прізвищами на мак- та о- вважалися справжніми гелами — кельтами. Пізніше під впливом англо-саксів, вікінгів, норманів назви багатьох кланів змінилися.

## Етимологія
Слово «клан» (шотл. гельск., ірл. — clann, clanna, clan)(шотл. гел. clann) — гельського походження й у перекладі означає «родина» або «діти».

## Членство в клані
Всі члени клану вважають, що вони походять від спільного предка. Але таке твердження є досить умовним: членів клану об'єднує в клан територія, яку населяє певна група людей, які теоретично є родичами, але визнають авторитет певної домінуючої групи, що висуває вождя як ватажка. Крім основної групи клан включає септи — гілки клану, які колись відокремились від клану, але зберігають з ним певну цілісність, визнають домінуючу групу як своїх вождів і захисників.
За словами лорда Ліона — сера Томаса Іннеса з Лерні, клан — це спільнота, яку об'єднує спільна геральдика і визнання свого лідера — вождя або короля. Клани жили згідно традиційних кельтських законів, що базувалися на звичаєвому праві. Клан, що не мав вождя не мав офіційного статусу у шотландському суспільстві. Претенденти на звання вождя клану мають бути визнані самим кланом, іноді в результаті процедури зборів клану чи спеціальних кланових судів. Вождь клану має право на герб засновників клану. Згідно традиційних законів вождь клану є військовим ватажком і законним представником клану у взаєминах з іншими кланами та з державою.
Історично склалося так, що до клану належали всі люди, що населяли певну територію і залежали від вождів клану і визнавали їхню владу. Через постійні конфлікти, війни кордони земель кланів змінювались і до одного клану належали люди, що носили різні прізвища. Але часто вони змінювали своє прізвище і називались так як вождь клану. Кожен, хто мав прізвище вождя автоматично ставав членом клану. Людина яка виганялася з клану чи мусила тікати з клану автоматично оголошувалась поза законом і втрачала всі права. Вождь клану міг відмовити тій чи іншій людині у праві бути членом клану.
Жінка приймає прізвище чоловіка і стає частиною клану чоловіка. Їх діти є членами клану чоловіка, а не жінки. Але були випадки в історії, коли людина змінювала прізвище на прізвище матері і претендувала на посаду вождя в клані з якого походить мати. Колись в клані Маклауд вождь мав спочатку прізвище Джон Волрідж-Гордон, але потім змінив своє прізвище і став вождем клану Маклауд. Кожен клан має офіційні списки септ. Інколи одна септа може належати до двох кланів, тоді виникали певні суперечки до якого саме клану належить та чи інша септа. Окремі клани мають свої герби надані їм офіційно королем, інші клани мають тільки символи, емблеми, гасла, тартани та деякі інші притаманні тільки їм атрибути.

## Список кланів

### Гірські клани
- Андерсон (Anderson)
- Аркарт (Urquhart)
- Артур (Arthur)
- Бетюн (Bethune)
- Біссетт (Bissett)
- Гамільтон (Hamilton)
- Ганн (Gunn)
- Глас (Glas)
- Гордон (Gordon)
- Грант (Grant)
- Гелбрейт (Galbraith)
- Драммонд (Drummond)
- Девідсон (Davidson)
- Камерон (Cameron)
- Кінкейд (Kincaid)
- Колкагун (Colquhoun)
- Комін (Cumming)
- Кемпбелл (Campbell)
- Кемпбелл з Бредалбейна (Campbell of Breadalbane)
- Кемпбелл з Кодора (Campbell of Cawdor)
- Ламонт (Lamont)
- Лівінгстон (Livingstone)
- Логан (Logan)
- Макгілліврей (MacGillivray)
- Макайвер (MacIver)
- Макалістер (MacAlister)
- Макальпін (MacAlpine)
- Макбін (MacBean)
- Макбрейн (MacBrayne)
- Макгрегор (MacGregor)
- Макдавелл (MacDowall)
- Макдональд (MacDonald)
- Макдональд з Кеппоха (MacDonald of Keppoch)
- Макдональд з Кланраналда (MacDonald of Clanranald)
- Макдональд зі Сліта (MacDonald of Sleat)
- Макдонелл з Гленгаррі (MacDonell of Glengarry)
- Макдугалл (MacDougall)
- Маківен (MacEwen)
- Маківен Оттер (MacEwen Otter)
- Макіннс (MacInnes)
- Макінтайр (MacIntyre)
- Маккей (MacKay)
- Маккензі (MacKenzie)
- Маккіннон (MacKinnon)
- Макінтош (Mackintosh)
- Маккаллум (MacCallum)
- Маккоркодейл (MacCorquodale)
- Маккваррі (MacQuarrie)
- Макквін (MacQueen)
- Макларен (MacLaren)
- Маклауд (MacLeod)
- Маклауд з Льюїса (MacLeod of the Lewes)
- Маклахлан (MacLachlan)
- Макленнан (MacLennan)
- Маклін (MacLean)
- Макміллан (MacMillan)
- Макнаб (MacNab)
- Макнікейл (MacNeacail)
- Макнікол (MacNicol)
- Макніл (MacNeil)
- Макнотен (MacNaghten)
- Маколей (MacAulay)
- Макре (MacRae)
- Мактавіш (MacTavish)
- Мактомас (MacThomas)
- Макфарлан (MacFarlane)
- Макферсон (MacPherson)
- Макфі (MacFie)
- Манро (Munro)
- Маррей (Murray)
- Мініс (Menzies)
- Мерсер (Mercer)
- Монкріф (Moncreiffe)
- Моррісон (Morrison)
- Мур (Muir)
- Метісон (Matheson)
- Неп'єр (Napier)
- Ніколсон (Nicolson)
- Огілві (Ogilvy)
- Оліфант (Oliphant)
- Раттрей (Rattray)
- Робертсон (Robertson)
- Росс (Ross)
- Роуз (Rose)
- Сазерленд (Sutherland)
- Сінклер (Sinclair)
- Скрімжур (Scrymgeour)
- Стюарт (Stewart)
- Стюарт з Аппіна (Stewart of Appin)
- Стюарт з Б'юта (Stuart of Bute)
- Фаркухарсон (Farquharson)
- Флетчер (Fletcher)
- Форрестер (Forrester)
- Фрейзер (Fraser)
- Хаттан (Chattan)
- Чісхолм (Chisholm)
- Шоу (Shaw)

### Рівнинні клани
- Адам (Adam)
- Анструтер (Anstruther)
- Арбутнотт (Arbuthnott)
- Армстронг (Armstrong)
- Бакстер (Baxter)
- Баннатайн (Bannatyne)
- Баннермен (Bannerman)
- Барклай (Barclay)
- Барнетт (Burnett)
- Белл (Bell)
- Біссетт (Bissett)
- Блер (Blair)
- Бойд (Boyd)
- Бойл (Boyle)
- Бортвік (Borthwick)
- Босвелл (Boswell)
- Браун (Broun)
- Броді (Brodie)
- Брюс (Bruce)
- Б'юкен (Buchan)
- Б'юкенан (Buchanan)
- Белфор (Balfour)
- Берд (Baird)
- Вардлоу (Wardlaw)
- Вайтлоу (Whitelaw)
- Волкіншоу (Walkinshaw)
- Воллес (Wallace)
- Вотсон (Watson)
- Веддерберн (Wedderburn)
- Вемісс(Wemyss)
- Вейр (Weir)
- Вішарт (Wishart)
- Вуд (Wood)
- Гамільтон (Hamilton)
- Гантер (Hunter)
- Гарден (Garden)
- Гатрі (Guthrie)
- Гей (Hay)
- Гейг (Haig)
- Гейр (Gayre)
- Гендерсон (Henderson)
- Генні (Hannay)
- Гепберн (Hepburn)
- Гібсон (Gibsone)
- Глен (Glen)
- Гледстейнс (Gladstaines)
- Голдейн (Haldane)
- Гогг (Hogg)
- Горсбро (Horsburgh)
- Гоум (Home)
- Гоуп (Hope)
- Грірсон (Grierson)
- Грей (Gray)
- Грехем (Graham)
- Г'юстон (Houston)
- Далзелл (Dalzell)
- Далрімпл (Dalrymple)
- Данбар (Dunbar)
- Данлоп (Dunlop)
- Дандас (Dundas)
- Даррох (Darroch)
- Джардін (Jardine)
- Джонстон (Johnstone)
- Дуглас (Douglas)
- Дьюар (Dewar)
- Денністоун (Dennistoun)
- Еберкромбі (Abercromby)
- Егню (Agnew)
- Еліотт (Eliott)
- Елфінстоун (Elphinstone)
- Ерскін (Erskine)
- Інгліс (Inglis)
- Іннс (Innes)
- Ірвін (Irvine)
- Каннінгем (Cunningham)
- Кармайкл (Carmichael)
- Карнегі (Carnegie)
- Каткарт (Cathcart)
- Кеннеді (Kennedy)
- Кіркпатрік (Kirkpatrick)
- Керр (Kerr)
- Кіннер (Kinnear)
- Кіннінмонт (Kinninmont)
- Кіннерд (Kinnaird)
- Кейт (Keith)
- Клелланд (Clelland)
- Кокберн (Cockburn)
- Колвілл (Colville)
- Колдер (Calder)
- Комін (Cumming)
- Кохрейн (Cochrane)
- Кріхтон (Crichton)
- Кроуфорд (Crawford)
- Крейг (Craig)
- Кренстоун (Cranstoun)
- Лайл (Lyle)
- Лайон (Lyon)
- Ламсден (Lumsden)
- Леннокс (Lennox)
- Лермонт (Learmonth)
- Леслі (Leslie)
- Лівінгстон (Livingstone)
- Ліндсей (Lindsay)
- Ліск (Leask)
- Літтл (Little)
- Логан (Logan)
- Локхарт (Lockhart)
- Марджорібенкс (Marjoribanks)
- Макдафф (MacDuff)
- Макгілл (MacGill)
- Маккаллох (MacCulloch)
- Маккі (MacKie)
- Маклеллан (MacLellan)
- Максвелл (Maxwell)
- Мар (Mar)
- Мав (Mow)
- Мейтленд (Maitland)
- Мелвілл (Melville)
- Міддлтон (Middleton)
- Монтгомері (Montgomery)
- Моффат (Moffat)
- Мур (Muir)
- Мургед (Muirhead)
- Несбітт (Nesbitt)
- Ньюлендс (Newlands)
- Ньютон (Newton)
- Нерн (Nairn)
- Охінлек (Auchinleck)
- Патерсон (Paterson)
- Пейслі (Paisley)
- Пеннікук (Pennycook)
- Первс (Purves)
- Піткерн (Pitcairn)
- Поллок (Pollock)
- Престон (Preston)
- Прімроуз (Primrose)
- Прінгл (Pringle)
- Резерфорд (Rutherford)
- Рамсей (Ramsay)
- Рідделл (Riddell)
- Ролло (Rollo)
- Рутвен (Ruthven)
- Семпілл (Sempill)
- Сетон (Seton)
- Скін (Skene)
- Скотт (Scott)
- Сомервілль (Somerville)
- Спенс (Spens)
- Стірлінг (Stirling)
- Страхан (Strachan)
- Стрендж (Strange)
- Стюарт (Stewart)
- Свінтон (Swinton)
- Сенділендс (Sandilands)
- Твіді (Tweedie)
- Тернбулл (Turnbull)
- Троттер (Trotter)
- Фергюсон (Ferguson)
- Флемінг (Fleming)
- Фалконер (Falconer)
- Форбс (Forbes)
- Форсайт (Forsyth)
- Фуллартон (Fullarton)
- Чалмерс (Chalmers)
- Чартеріс (Charteris)
- Янг (Young)